# Maude Eburne
Maude Eburne est une actrice canadienne, née le 10 novembre 1875 à Bronte-on-the-Lake en Ontario (Canada), et morte le 15 octobre 1960 à Hollywood.

## Filmographie partielle
- 1931 : Indiscret (Indiscreet) de Leo McCarey
- 1931 : Under 18 de Archie Mayo : Mrs. McCarthy
- 1932 : Le Plombier amoureux (The Passionate Plumber) d'Edward Sedgwick et Claude Autant-Lara (version française)
- 1932 : Grand Cœur (Divorce in the Family) de Charles Reisner
- 1932 : This Reckless Age de Frank Tuttle
- 1932 : Gangsters de Broadway (Panama Flo), de Ralph Murphy
- 1933 : Ladies They Talk About ou Women in Prison de Howard Bretherton et William Keighley
- 1933 : Les femmes ont besoin d'amour (Ladies Must Love) d'Ewald André Dupont
- 1933 : Les Veuves de La Havane (Havana Widows) de Ray Enright
- 1935 : L'Extravagant Mr Ruggles (Ruggles of Red Gap) de Leo McCarey
- 1937 : Champagne valse de A. Edward Sutherland
- 1937 : When's Your Birthday? de Harry Beaumont
- 1937 : Hollywood Cowboy d'Ewing Scott et George Sherman
- 1939 : The Covered Trailer de Gus Meins
- 1940 : The Border Legion de Joseph Kane
- 1940 : Li'l Abner d'Albert S. Rogell
- 1937 : La Vie, l'Art et l'Amour (Live, Love and Learn) de George Fitzmaurice
- 1941 : Tu m'appartiens (You Belong to Me) de Wesley Ruggles
- 1941 : West Point Widow de Robert Siodmak
- 1941 : Among the Living de Stuart Heisler
- 1941 : Cœurs printaniers (Glamour Boy) de Ralph Murphy
- 1942 : To Be or Not to Be, d'Ernst Lubitsch
- 1942 : There's One Born Every Minute de Harold Young
- 1942 : Le Château des loufoques (The Boogie Man Will Get You) de Lew Landers
- 1944 : Cavalcade musicale (Bowery to Broadway) de Charles Lamont
- 1944 : La Princesse et le Pirate (The Princess and the Pirate) de David Butler
- 1944 : Le Suspect (The Suspect) de Robert Siodmak
- 1948 : Les Pillards (The Plunderers) de Joseph Kane
- 1951 : La Belle du Montana (Belle Le Grand) d'Allan Dwan